# Puerto del Carbajal
Puerto del Carbajal (Carbayal, en dialecto cabreirés)
es un puerto de montaña ubicado en la provincia de León, España, situado en la comarca de La Cabrera, que une Cabrera Baja con Cabrera Alta por la vía LE-230-1, entre los pueblos de Ambasaguas e Iruela. Su altitud es de 1345 m s. n. m.